# Piedrabuenia ringueleti
Piedrabuenia ringueleti är en fiskart som beskrevs av Gosztonyi, 1977. Piedrabuenia ringueleti ingår i släktet Piedrabuenia och familjen tånglakefiskar. Inga underarter finns listade i Catalogue of Life.